# Ptychochromoides
Ptychochromoides é um género de peixe da família Cichlidae.
Este género contém as seguintes espécies:
- Ptychochromoides betsileanus
- Ptychochromoides itasy
- Ptychochromoides katria
- Ptychochromoides vondrozo